# Osama Akharraz
Osama Akharraz (ur. 26 listopada 1990 w Kopenhadze) – duński piłkarz pochodzenia marokańskiego występujący na pozycji pomocnika. Wychowanek Brøndby IF. Były młodzieżowy reprezentant Danii.

## Statystyki kariery
(aktualne na dzień 5 czerwca 2013)
| Klub               | Sezon              | Liga               | Liga  | Liga   | Puchar Danii | Puchar Danii | Europa | Europa | Suma  | Suma   |
| Klub               | Sezon              | Liga               | Mecze | Bramki | Mecze        | Bramki       | Mecze  | Bramki | Mecze | Bramki |
| ------------------ | ------------------ | ------------------ | ----- | ------ | ------------ | ------------ | ------ | ------ | ----- | ------ |
| Brøndby IF         | 2008/09            | Superligaen        | 0     | 0      | 1            | 0            | 0      | 0      | 1     | 0      |
| Brøndby IF         | 2009/10            | Superligaen        | 0     | 0      | 0            | 0            | 0      | 0      | 0     | 0      |
| Brøndby IF         | 2010/11            | Superligaen        | 4     | 0      | 0            | 0            | 0      | 0      | 4     | 0      |
| Brøndby IF         | 2011/12            | Superligaen        | 10    | 0      | 2            | 0            | 2      | 2      | 14    | 2      |
| Aarhus GF          | 2011/12            | Superligaen        | 12    | 5      | 0            | 0            | –      | –      | 12    | 5      |
| Aarhus GF          | 2012/13            | Superligaen        | 33    | 5      | 1            | 0            | 2      | 0      | 36    | 5      |
| Ogólnie w karierze | Ogólnie w karierze | Ogólnie w karierze | 59    | 10     | 4            | 0            | 4      | 2      | 67    | 12     |